# Apple Lisa

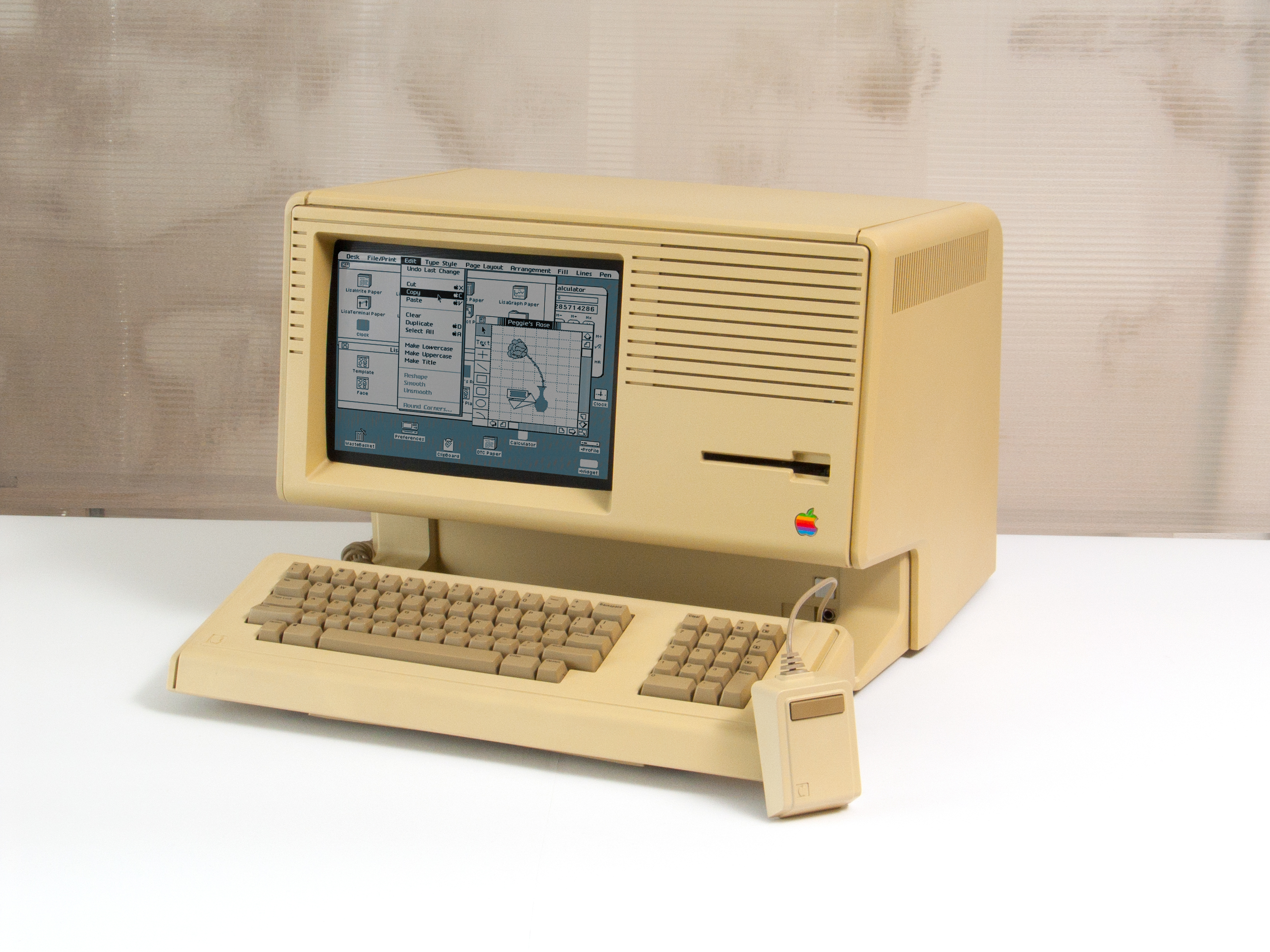
Apple Lisa de 1983

El Apple Lisa fue un ordenador diseñado y fabricado por Apple Computer a principios de la década de 1980 y el segundo en tener una interfaz gráfica de usuario. A pesar de no tener éxito comercial en su momento y desaparecer del mercado a los pocos años de su lanzamiento, fue un microcomputador muy avanzado para su época y pionero en integrar un conjunto de avances tecnológicos a nivel de hardware y software que terminaron convirtiéndose en estándares de la industria de la computación, como el ratón, la GUI (interfaz gráfica de usuario), el sistema de mapa de bits, pantalla de fondo blanco con visualización WYSIWYG antes de impresión, el disco duro, el microfloppy, la memoria virtual, capacidad multitarea, ventanas de tareas traslapables y un software de suite ofimática como paquete incorporado, basado en siete programas utilitarios compatibles y auto-integrables con capacidades de generación de gráficas matemáticas y financieras.

## Historia
El Proyecto Lisa fue iniciado por Apple en 1978 con el fin de diseñar un computador personal accesible a múltiples usuarios como producto masivo de uso simplificado. El computador Lisa finalmente se orientó al mercado empresarial corporativo.
En diciembre de 1979, una delegación de Apple liderada por Steve Jobs visitó las oficinas de Xerox PARC en Palo Alto, California. Xerox en aquel momento buscaba ser inversor de Apple y sus acciones experimentaron un aumento exponencial de su valor. Jobs ya había negociado con ellos  para intentar acceder a su tecnología. En aquellas visitas, Jobs, junto a los ingenieros John Couch, jefe del proyecto, Bill Atkinson, Bruce Horn y el resto de su equipo pudieron observar los avances realizados en este centro de investigación e innovación digital, entre ellos la GUI (Graphic User Interface, en español interfaz gráfica de usuario) mediante el uso de mapas de bits, el lenguaje de programación orientado a objetos y la interconexión en red de computadores aplicada al entorno Smalltalk. Quedaron profundamente impresionados, llevando a redefinir el objetivo inicial del proyecto.
Apple tomó del Xerox PARC el concepto del ratón. Era un innovador dispositivo que mediante la rodadura de una bola de goma dura permitía desplazar el cursor por toda la pantalla activando los iconos generados a través del sistema de mapa de bits. Todas estas innovaciones y conceptos fueron mejorados y desarrollados por Apple de una forma que Xerox no logró en sus productos Xerox Alto y Xerox Star. Por ejemplo, el sistema operativo de Lisa permitía arrastrar carpetas y archivos a través de la pantalla y mediante pequeños clics en el botón del ratón abrir carpetas e introducir información. Asimismo Bill Atkinson desarrolló el sistema de ventanas traslapadas a través del concepto de las regiones, lo cual permitió introducir la ilusión de marcos de trabajo traslapados que hoy en día es el estándar usual en cualquier computadora de escritorio. Los ingenieros de Xerox PARC, al ver lo que Atkinson había logrado a partir de su visita a los laboratorios quedaron impresionados. Otra innovación sugerida por Atkinson que finalmente se introdujo en esta computadora fue el de la pantalla de fondo blanco, lo cual permite al usuario ver en pantalla lo que finalmente se iba a imprimir (WYSIWYG, por su acrónimo en inglés). Algunos de los ingenieros que formaron parte del proyecto Smalltalk finalmente participaron también en este.
Fue la insistencia de Jobs la que permitió que la máquina en cuestión tuviera una serie de características especiales, que superaba al prototipo mostrado en Xerox PARC, dándole al sistema un funcionamiento más natural y fluido. Fue él también, junto con Atkinson, quien se encargó de convertir el ratón en un dispositivo accesible, económico y práctico.
Finalmente, en 1981 Xerox lanzó al mercado el Xerox Star, que resultó ser un fracaso comercial. Aquel hecho fue tomado entonces como señal de vía libre para el lanzamiento definitivo del Apple Lisa en 1983, después de varios aplazamientos.
En 1982, por discrepancias con John Couch, que era el jefe del proyecto Lisa, Steve Jobs fue forzado a abandonar el proyecto, uniéndose posteriormente a un proyecto semi clandestino y en ciernes dentro de la empresa conocido como Macintosh. Al contrario de lo que se suele pensar, el Macintosh no es un descendiente directo de Lisa, aunque hay obvias semejanzas entre ambos sistemas, y el computador en su revisión final, denominada Lisa 2/10, fue modificado y vendido como el Macintosh XL.

## Etimología
Aunque la documentación incluida con el computador Lisa original solamente se refirió a ella como The Lisa («El Lisa»), oficialmente, Apple indicó que el nombre era el acrónimo para Local Integrated Software Architecture («Arquitectura de Software Integrada Localmente»). Puesto que la primera hija de Steve Jobs, nacida en 1978, se llamaba Lisa, se presume que el nombre también tenía una asociación personal y que el acrónimo se inventó después para cuadrar con el nombre. Andy Hertzfeld indicó que el acrónimo fue creado del nombre «Lisa» en otoño de 1982 por el equipo de mercadeo de Apple, después de contratar a una consultora en marketing para encontrar nombres que reemplazasen a «Lisa» y «Macintosh» (en ese entonces Jef Raskin consideraba que se trataba de los nombres de proyecto internos) y rechazaran todas las sugerencias. En privado, Hertzfeld y otros desarrolladores usaban el retroacrónimo recursivo Lisa: Invented Stupid Acronym («Lisa: acrónimo estúpido inventado»), mientras que analistas de la industria de la computación acuñaron el término Let's Invent Some Acronym («inventemos algún acrónimo»). Décadas más tarde, Jobs le contaría a su biógrafo Walter Isaacson: «Obviamente fue nombrada así por mi hija».

## Hardware

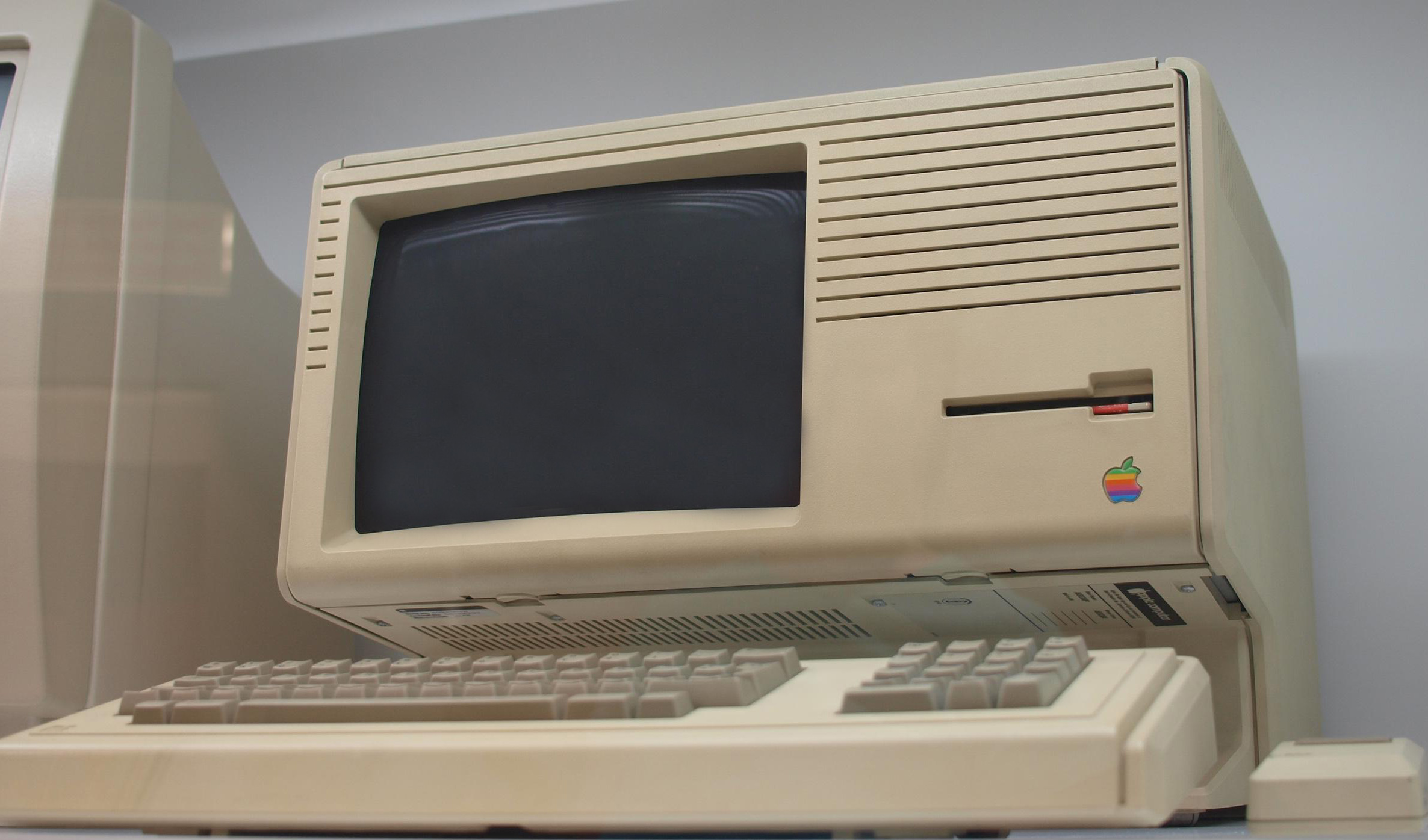
Apple Lisa 2 con unidad de discos de 3,5 pulgadas

El Lisa fue anunciado y presentado el 19 de enero de 1983, con un costo de 9995 dólares. Era el primer computador personal comercial que operaba con interfaz gráfica de usuario y un ratón, después del computador Xerox Star. Usó un CPU Motorola 68000 con una frecuencia de reloj de 5 MHz y tenía 1 MB de memoria RAM. La primera versión de este computador tenía dos unidades de disquete de 5,25 pulgadas (apodada la unidad Twiggy) de una capacidad aproximada de 871 kilobytes, lo que requería el uso de disquetes especiales. Estas unidades tenían la reputación de no ser fiables, por lo que el Apple Macintosh, diseñado originalmente para usar un Twiggy simple, fue modificado para usar una unidad Sony de microfloppy de 400k en enero de 1984. Como periférico opcional, estaba disponible una unidad externa de disco duro Apple Profile de 5 MB, diseñada originalmente para el Apple III. El modelo posterior, Lisa 2, usó una sola unidad de disquete de 3,5 pulgadas y, opcionalmente, unidades internas de disco duro de 5 o 10 MB. En 1984 al mismo tiempo que el Macintosh fue oficialmente presentado, Apple anunció que proporcionaba gratuitamente, actualizaciones a unidades de disco duro de 5 MB, para quienes poseyeran un computador Lisa 1.

## Software

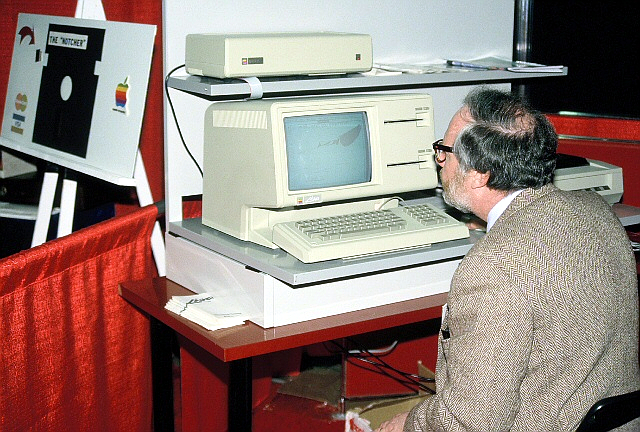
Un terminal Apple Lisa operando en la Apple Convention de Boston en la primavera de 1983

El Lisa ofrecía un sistema operativo multitarea cooperativo, (no apropiativo o no preventivo: que no se apropiaba del control pasado un tiempo pre-asignado al programa activo) y memoria virtual. Estas dos características eran extremadamente avanzadas para un microcomputador de la época. El uso de la memoria virtual junto con un sistema de disco bastante lento, hacía, por momentos, que el sistema pareciese inactivo. El Lisa también organizaba sus archivos en directorios jerárquicos, haciendo práctico el uso de unidades de disco grandes. El Macintosh también adoptó este diseño de organización de disco para su sistema de archivos HFS. Conceptualmente, el Lisa se parecía al Xerox Star en el sentido de que fue previsto como un sistema de cómputo de oficina, por lo que Lisa tenía dos modos de usuario principales, el Lisa Office System (Sistema de oficina de Lisa) y el Workshop (Taller de trabajo). El Lisa Office System fue el ambiente GUI para los usuarios finales.
La suite constaba de siete programas de aplicación general: LisaWrite, LisaDraw, LisaCalc, LisaGraph, LisaProject, LisaList y LisaTerminal. La marca de la manzana apoyó a nuevos propietarios de ordenadores Lisa con un amplio conjunto de documentación muy cuidada en su redacción y material gráfico, incluyendo cursos promocionales en vídeo y un curso de formación flexible, innovador e interactivo basado en el programa de LisaGuide (Apple llamaba a LisaGuide «un manual interactivo»). Para el diagnóstico de hardware de Apple se ofreció el programa LisaTest (también pionero en el auto diagnóstico), aunque Apple lo descontinuó. Para el usuario del sistema operativo, Apple creó el Desktop Manager; este programa era un organizador de archivos y un administrador de programas. Se creaba la ilusión de un «escritorio» en la que los usuarios podían colocar archivos, moverlos, renombrarlos, eliminarlos y ejecutar programas. Esta fue la mayor innovación del computador, ya que a diferencia de los sistemas existentes, recreaba en la pantalla el entorno de una oficina (carpetas, escritorio, papelera e impresora), de la misma forma que lo planteo en su momento el Xerox Star, pero de forma más sencilla y amigable sin los problemas del producto que Xerox comercializaba. Incluso el lema de empresa para la venta de la computadora era «el computador que trabaja de la forma que tú lo haces» (The Personal Computer That Works The Way You Do en inglés). La pantalla, a diferencia de los computadores de IBM y de la línea del Apple II, era blanca, por lo que consumía una mayor cantidad de fósforo y encarecía el producto, como cita Walter Issacson en su libro Jobs.
Otra de las habilidades de Lisa era su capacidad para simplificar los gráficos y diagramas para presentaciones financieras mediante el uso de sus programas de base, popularizando estas herramientas y permitiendo integrarlas entre sí en los diversos programas de la computadora, revolucionando la presentación y manejo de documentos e integrando en un documento cartas o memorándum junto a hojas de cálculo de presupuestos o gráficas de pie y barras mediante la función copiar/pegar. Estas capacidades eran únicas y una novedad respecto a cualquier computador anterior, y permitió abrir un campo de nuevas posibilidades para un computador.

## El fracaso comercial de Apple Lisa

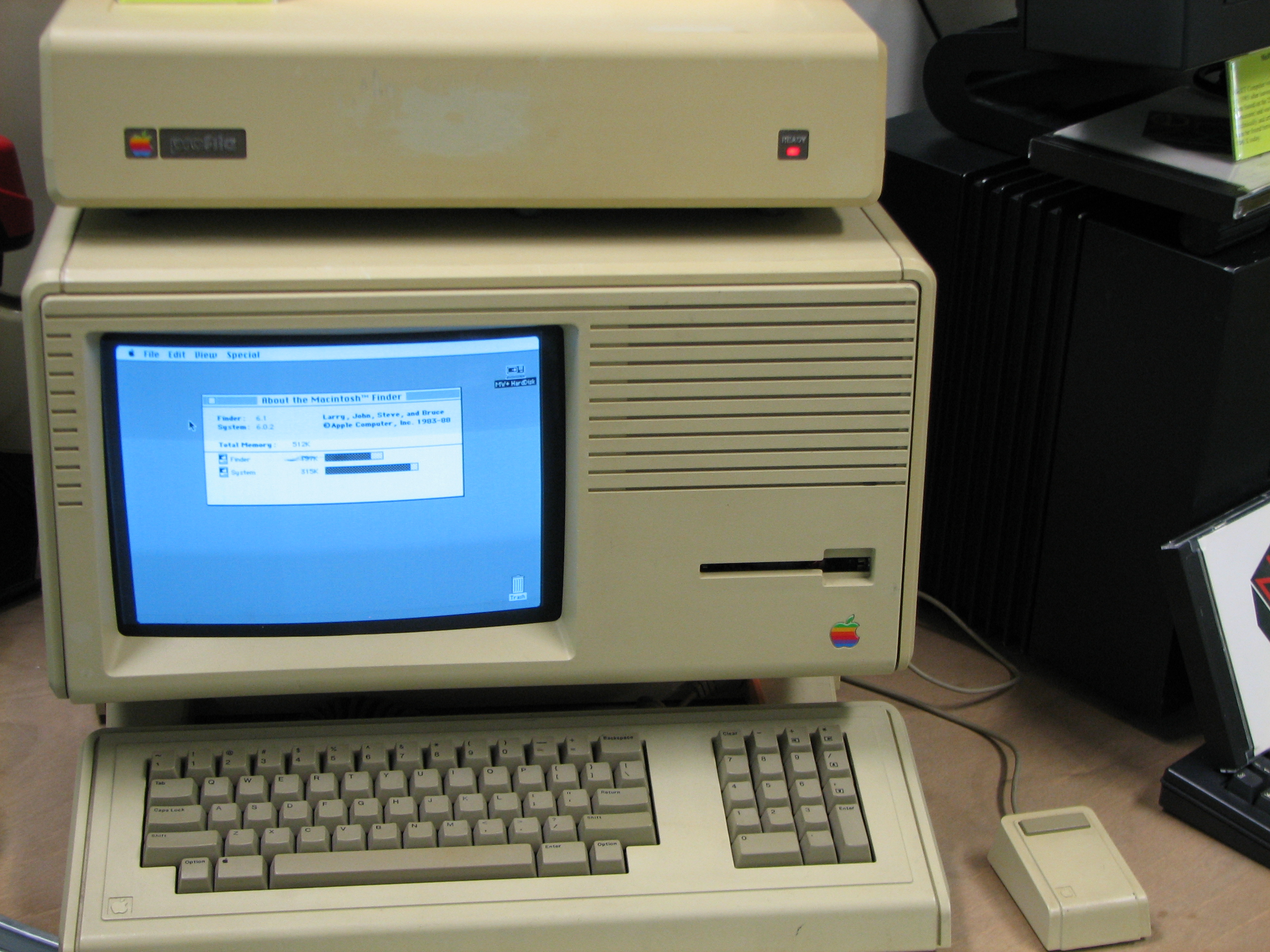
Apple Lisa reconvertida en Macintosh XL con una unidad de disco duro adherida en la parte superior

Las ventas del computador no fueron las previstas y el Apple Lisa se convirtió con el tiempo en un fracaso comercial para Apple, que se acrecentó con el desastroso lanzamiento del computador Apple III en 1980. Los clientes empresariales de computación, a los que el Lisa estaba dirigido, se resistieron al alto precio del computador y en gran parte optaron por trabajar con los menos costosos IBM PC (cuyo precio era cuatro veces menor), que ya comenzaban a dominar el mercado de la computación de escritorio en los negocios, a pesar de ser un producto menos avanzado, debido a la popularidad de la aplicación VisiCalc, que también corría en la Apple II y al respaldo mundial de la marca IBM. El cliente más grande de Lisa fue la NASA, la cual usó el LisaProject para la administración de proyectos y se vio en serios problemas cuando el Lisa fue descontinuado. Al Lisa también se le criticó su cierta lentitud, a pesar de su interfaz innovadora. Lo que ayudó a desacreditar al computador Lisa fue el lanzamiento del Macintosh en 1984, puesto que este último también poseía interfaz gráfica y un ratón, pero era mucho menos costoso. Antes de que la línea del Lisa fuera descontinuada en agosto de 1986, dos últimos modelos fueron lanzados, el Lisa 2 y el llamado Macintosh XL.
En un momento en que 1 MB de memoria RAM se consideraba una extravagancia, el alto precio del Lisa hizo que fuera un fracaso comercial. Hay que tener en cuenta que 1 MB de RAM, costaba por entonces casi 5000 dólares, la mitad de lo que costaba el Lisa (10 000 dólares). La mayoría de los computadores personales recién comenzaron a aparecer con 1 MB de memoria RAM a principios de la década de 1990.
Otro gran problema del computador fue la dificultad y el engorroso proceso de escritura de software para el sistema por parte de un tercero, debido a que el Lisa Office System no podía ser usado para escribir programas para Lisa, sino que se requería de un sistema operativo adicional de desarrollo, llamado Lisa Workshop. El resultado era que se debía trabajar con dos terminales Lisa en paralelo para escribir y probar las aplicaciones. Por esta razón el abanico de software externo escrito para Apple Lisa fue muy limitado y la gran mayoría de usuarios no llegaron a usar ningún programa más allá de las siete aplicaciones base del Apple Lisa Office System, las cuales Apple consideraba suficientes para realizar cualquier trabajo. Eso redujo su competitividad frente al altamente flexible IBM PC, el cual a la larga se convirtió en el estándar base de la industria unido al sistema operativo provisto por Microsoft.

## Importancia histórica

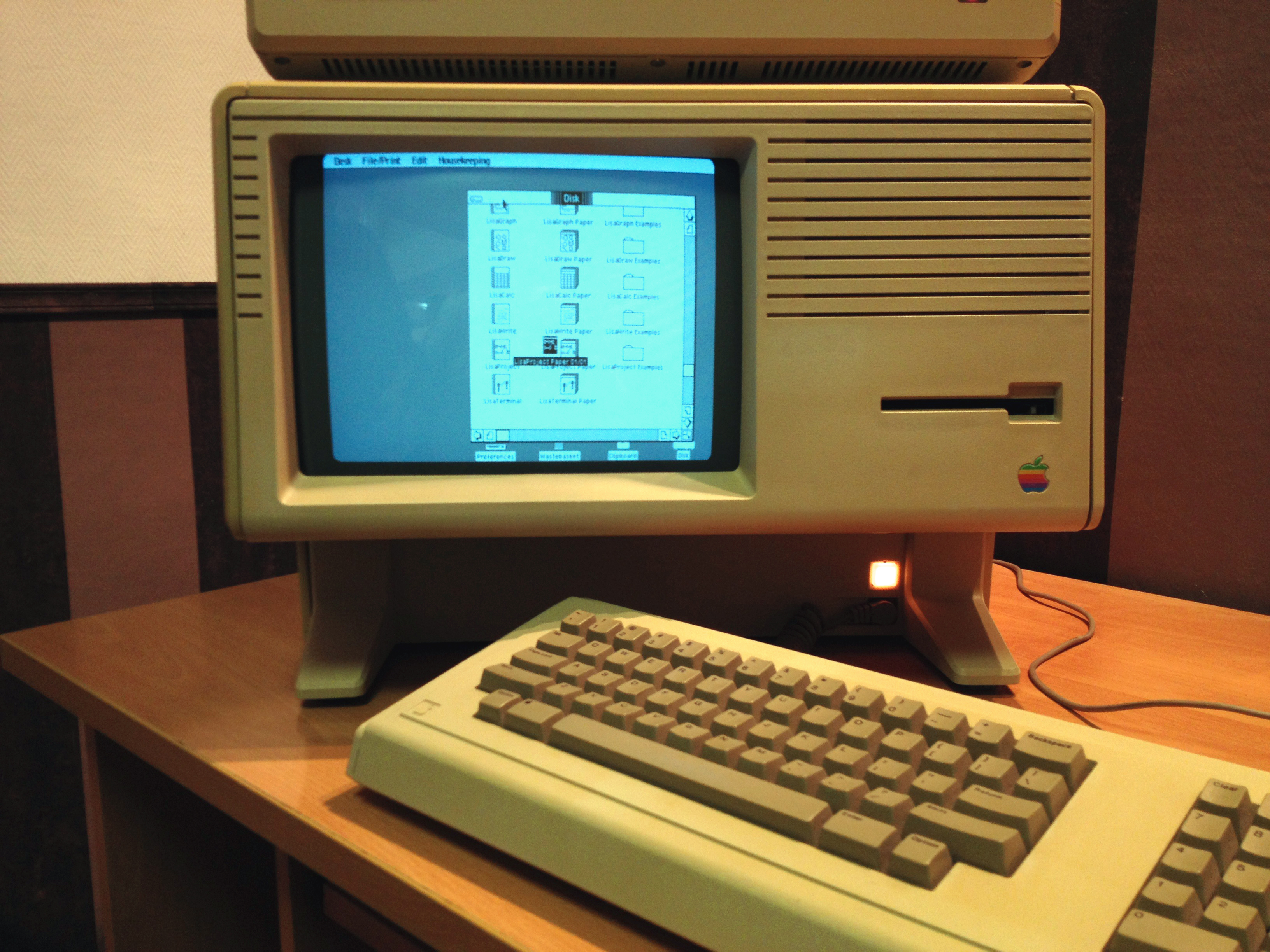
Apple Lisa en el Little Apple Museum.

Aunque en su tiempo fue un fracaso comercial, el Lisa es apreciado por muchos como la máquina que abrió un nuevo campo de posibilidades que terminó de consolidar la Macintosh. Lisa tomó conceptos de los laboratorios Xerox PARC, pero finalmente el desarrollo de los mismos tanto para la Lisa como para el Mac fueron de Apple Computers. Este desarrollo le permitió a la industria en general de la computación avanzar una década.
Aunque demasiado costoso, 9995 dólares de la época y con ciertas limitaciones para los escritorios individuales, hubo un período en que parecía que casi toda gran organización tenía, en cada oficina importante, uno o dos Lisas compartidos. El rendimiento del Lisa era lento en ciertos procesos y el abanico de software de terceros era muy limitado, comparado con su competidor IBM PC; sin embargo, funcionaba de forma adecuada. Usando el software del Lisa y una impresora Apple de matriz de puntos se podían escribir algunos documentos con acabados muy profesionales comparados con las otras opciones disponibles entonces. Mediante su capacidad de combinar gráficos, textos y dibujos, consolidó formas de trabajo que se han convertido en estándar hoy en día. El software de Lisa, el Lisa Office System fue pionero e influyó decididamente en la aparición de los paquetes de programas del tipo suite que aumentaban las capacidades de los desktops, en aquel momento conocidos como microcomputadoras, llevando a sustituir a las máquinas de escribir, calculadores de cinta, el papel y el lápiz, calendarios de cartón e incluso al reloj ya que prácticamente emulaba cualquier objeto sobre un escritorio clásico. Tanto así, que el Excel, que se convirtió en el estándar general en el entorno PC, primero fue publicado para la Macintosh en 1985. Esto generó el concepto de integración y compatibilidad entre programas generando posibilidades de presentaciones y sofisticación en la generación de documentos. Puesto que el número de personas que había usado un Lisa fue mucho mayor que el número de Lisas vendidos, cuando vino el computador Macintosh, de menor precio, hubo un grupo notable de personas ya previamente convencidas de los beneficios de una máquina como el Lisa. La empresa de software Microsoft terminó integrando el Excel junto al Word, PowerPoint y otras aplicaciones en un solo paquete autointegrado llamada Microsoft Office para el entorno Mac OS en 1989. Y eso sirvió no solo para consolidar el dominio de Microsoft como empresa de software sino para que Apple varios años después volviera a lanzar un paquete del tipo suite similar al Office System de Lisa llamado iWork, que contiene hasta el día de hoy programas como Numbers, Pages, Keynote y otros, los cuales incluso se han convertido en paquetes integrales en teléfonos celulares y tabletas de la marca.
El otro punto es la consolidación del disco duro como un estándar en el almacenamiento de la información. Las primeras Lisa lo ofrecían como periférico opcional para luego convertirse en un estándar de fábrica
La integración del hardware y el software en un entorno único y controlado dentro de un producto siempre de alta gama, en el cual el diseño del conjunto, incluyendo incluso la carcasa, es relevante y donde se le ofrece al usuario un entorno definido, en el cual el cuidado diseño de la interfaz gráfica juega un rol muy importante buscando una operación intuitiva y accesible, adaptándose al estilo de vida del usuario. Apple buscó comercializar ese concepto en el que el usuario de Lisa rompía el formato preestablecido del programador de sistemas especializado, ya que no se necesitaba un conocimiento previo para aprender a usarla. Si bien la Apple Lisa no logró imponer este concepto en su momento a nivel comercial, su producto hermano, el computador Macintosh, lanzado con cierto éxito inicial en 1984, lo popularizó. La línea Macintosh incorporó los avances del Apple Lisa de forma paulatina, con especial incidencia en el software. El binomio conocido como "Wintel" (Windows-Intel) de computadores clónicos (basados en la arquitectura del IBM PC) con sistema operativo  Windows de Microsoft no alcanzó esta capacidad hasta poco menos de 10 años después.

## El fin de Lisa
Al ser la computadora Lisa absorbida por la línea de productos Mac, el nombre Lisa y su línea de desarrollo propia se dieron por terminadas. En 1987, Sun Remarketing compró cerca de 5000 Macintosh XL y los actualizó. Algunas computadoras Lisa sobrantes y piezas de repuesto siguen todavía disponibles hoy en día. En 1989, Apple Computer enterró cerca de 2700 Lisas que no se vendieron en un terraplén en Utah y consiguió una exención de impuestos sobre la tierra alquilada para ello. Al igual que otras computadoras antiguas con GUI, los computadores Lisas que todavía hay en funcionamiento, son considerados como artículos de colección.